# Истанбулски акваријум
Истанбулски акваријум (тур. Istanbul Akvaryum) је највећи јавни акваријум у Истанбулу. Пети је највећи и један од најатрактивнијих тематских акваријума у свету. Отворен је у априлу 2011. године и званични је члан Светске асоцијације зоолошких вртова и акваријума (World Association of Zoos and Aquariums — WAZA). 
Акваријум се налази у истанбулском дистрикту Бакиркој, у оквиру тржног центра Флорија, у истоименој четврти на југозападној обали Истанбула. У близини је аутопута, 5 km удаљен од Међународног аеродрома Ататурк. Из центра Истанбула до акваријума се може доћи градским превозом — аутобусом или метроом.

## О акваријуму
Истанбулски акваријум један је од највећих тематских акваријума на свету. Обухвата 18 тематских области у којима се може видети око 17.000 јединки различитих биљних и животињских врста које живе у води или поред воде.
О акваријуму и живом свету у њему брине се тим аквариста. Храњење, чишћење и контроле здравственог и физичког стања јединки обавља се у складу са карантинским протоколом који је одредила управа акваријума. Циљ је да се свим живим бићима у акваријуму омогући да наставе да живе у условима који су најближи условима њиховог природног станишта.

### Основни подаци
- Укупна запремина воде у 66 постојећих базена је 7000 m³;
- Комплекс акваријума простире се на површини од 100 ари, заузима два спрата укупне површине од 22.000 m²;
- Паркинг површине 32.000 m² може да прими 1.200 возила;
- Површина намењена посетиоцима покрива 6.000 m² тематских изложбених простора;
- Рута кроз тематске поставке обухвата области од Црног мора ка Пацифику и дуга је 1,2 km;
- У оквиру комплекса постоји и амфитеатар са 900 седишта;[5]
- У акваријуму се може видети око 1.500 копнених и морских биљних и животињских врста, представљених са око 15.000 јединки;
- У акваријуму се организују ронилачке туре;[6]
- Осим акваристике посетиоцима су на располагању и сувенирница површине 470 m², 3 кафића дуж руте кретања кроз акваријум и ресторан са погледом на тематску поставку која приказује Панамски канал с једне стране и погледом на море са друге.

### Тематске области
1. Црно море
2. Истанбул
3. Мраморно море
4. Чанакале
5. Егејско море
6. Суецки канал
7. Медитеран
8. Амазон
9. Област западног Атлантика
10. Гибралтарски мореуз
11. Црвено море
12. Јужни пол
13. Северни пол
14. Олупина брода Либерти[а]
15. Подморница Наутилус
16. Централни Атлантик
17. Панамски канал
18. Пацифик[8]

### Заступљене врсте
Међу многобројним врстама заступљеним у Истанбулском акваријуму могу се видети и следеће:
- медитеранска моруна,
- риба Кардинал,
- пегава баштенска јегуља (Heteroconger hassi),
- раже,
- риба Наполеон (Cheilinus undulatus),
- риба кловн,
- риба лав,
- отровне жабе,
- различите врсте ајкула,
- пиране,
- папуански пингвин,
- Кувијеров патуљасти кајман,[9]
- Јужноамеричка капибара,[3] највећи глодар на свету, и многе друге.